# 4-アセトアミド安息香酸
4-アセトアミド安息香酸（4-acetamidobenzoic acid）とは、その名の通り、4-アミノ安息香酸と酢酸とが脱水縮合してアミドを形成した有機化合物である。この化合物には、アセドベン（Acedoben）と言う慣用名も与えられており、この名で呼ばれる場合もあるものの、本稿では以降、4-アセトアミド安息香酸という呼称を用いる。CAS登録番号は、556-08-1。

## 概要

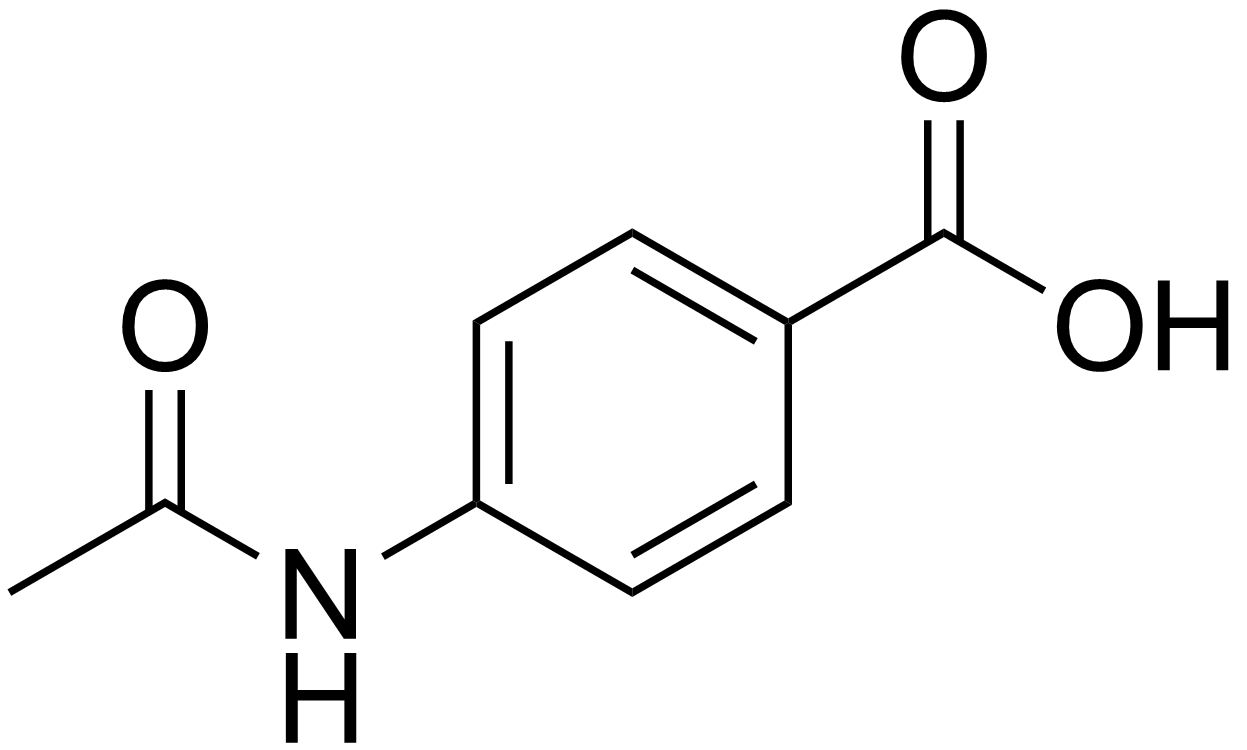
4-アセトアミド安息香酸の極限構造式。

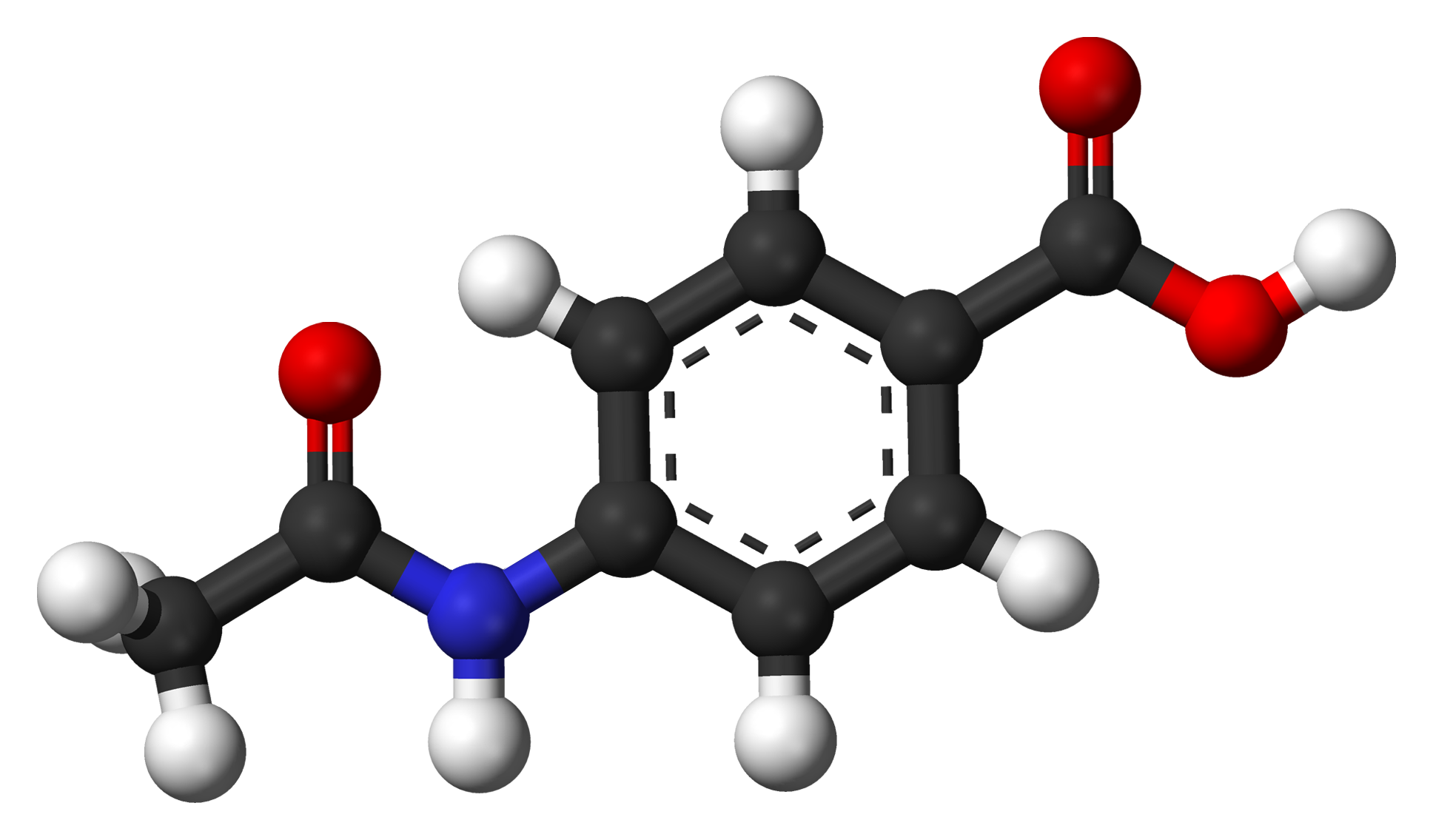
4-アセトアミド安息香酸の分子模型。黒が炭素、赤が酸素、青が窒素、白が水素を表している。

4-アセトアミド安息香酸の化学式はC9H9NO3であり

、モル質量は179.17266 (g/mol)である

。
常温常圧では固体であり、水への溶解度は1.36 (mg/ml)である

。
また、約260 ℃で分解する

。
この他、アミドを加水分解することも可能であり、この操作によって4-アミノ安息香酸と酢酸とに分かれる。

## 急性毒性試験の結果
ラットにおける、4-アセトアミド安息香酸の半数致死量（LD50）は、1.1615 (mol/kg)であった

。
これは、4-アセトアミド安息香酸のモル質量は179.17266 (g/mol)なので

、体重1 kg当たり、4-アセトアミド安息香酸を約208.11 g投与した時、ラットはその半数が死亡することを意味する。

## 利用
4-アセトアミド安息香酸は、抗ウイルス薬で免疫増強薬でもあるイノシンプラノベクスの構成成分の1つとして配合されている。なお、製剤中では4-アセトアミド安息香酸が持つカルボキシ基と、1-ジメチルアミノ-2-プロパノールの第三級アミンが持つ孤立電子対とで塩を形成した状態にされている。